# Corin Nemec
Corin Nemec (Little Rock, (Arkansas), 5 november 1971) is een Amerikaans acteur.

## Carrière
Nemec zijn televisiedebuut kwam in 1987 toen hij meespeelde in zes afleveringen van de serie Webster. Hij speelde de hoofdrol in de televisieserie Parker Lewis Can't Lose (1990-1993). Hierin speelde hij een tiener die de kijker laat meebeleven hoe het er op een Amerikaanse high school aan toe gaat, gecombineerd met een flinke dosis absurde humor. Hij had gastrollen in onder meer NYPD Blue, Beverly Hills 90210, Smallville en CSI: New York. Hij speelde de rol van Jonas Quinn in de sciencefictionserie Stargate SG-1, toen Michael Shanks (Daniel Jackson) de serie aan het einde van seizoen vijf verliet. Toen deze zich aan het begin van seizoen zeven weer bij de cast weer vervoegde, verdween Nemec uit de serie.
Nemec woont met zijn vrouw en twee kinderen in Houston, Texas.

## Filmografie
- Bibliothèque nationale de France: cb14210737j (data)
- International Standard Name Identifier: 0000 0000 0277 7973
- Library of Congress Control Number: no2006004024
- Nationale Bibliotheek van Israël: 987009450789705171
- Virtual International Authority File: 7599285
- WorldCat: E39PBJxH3vch89gPjQ9VdJFxjC